# Mõ

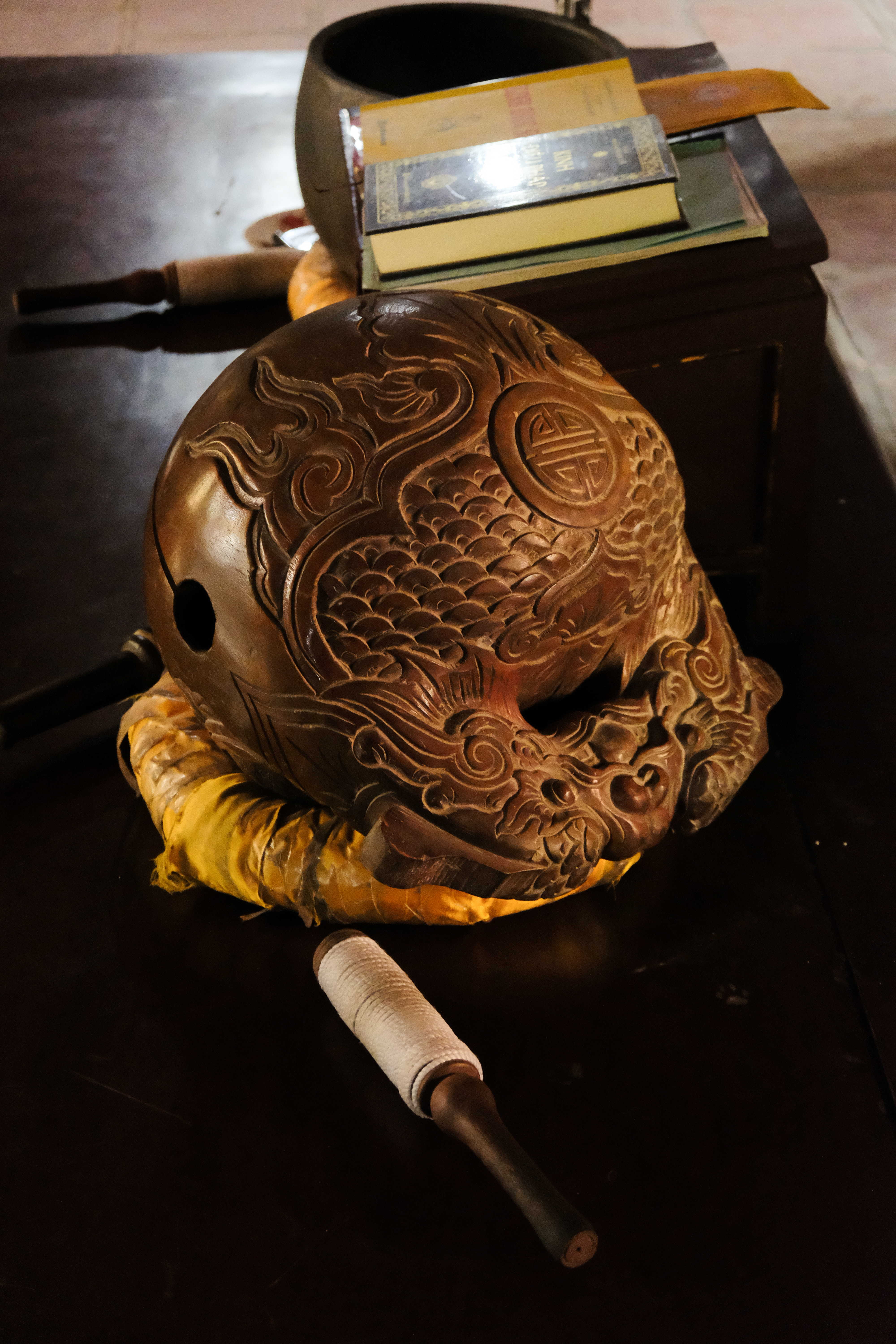
Mõ chùa chạm khắc hoa văn Rồng Chầu ở chùa Bút Tháp, Bắc Ninh. Hoa văn này thường thấy trên những chiếc mõ Huế.

Mõ là nhạc khí tự thân vang phổ biến của nhiều dân tộc Việt Nam. Mõ xuất hiện lâu đời ở nhiều nước Châu Á, song không rõ nguồn gốc từ nước nào. Trên thực tế mõ được sử dụng vào các môi trường khác nhau và có những chức nǎng khác nhau.
Tuỳ vào cách phân loại mà có những tên gọi như sau:
- Phân loại dựa trên chất liệu: mõ gỗ, mõ tre, mõ sừng trâu...
- Phân loại dựa trên đặc điểm, chức năng và môi trường sử dụng: mõ chùa, mõ đình, mõ trâu, mõ làng,...

## Mõ chùa

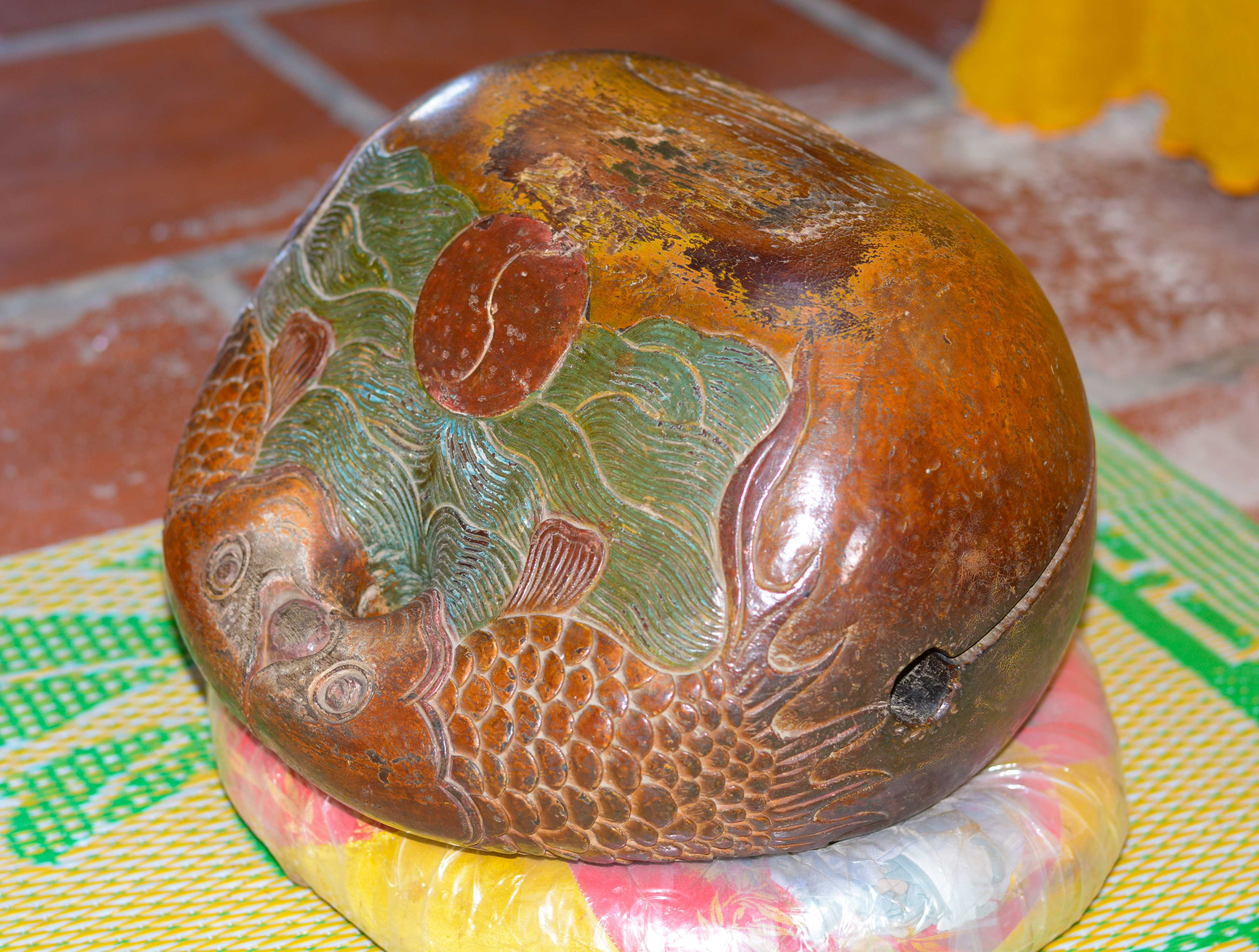
Mõ khắc hinh "song ngư" trong chùa Hội Linh (Cần Thơ) có niên đại từ đầu thế kỷ 20

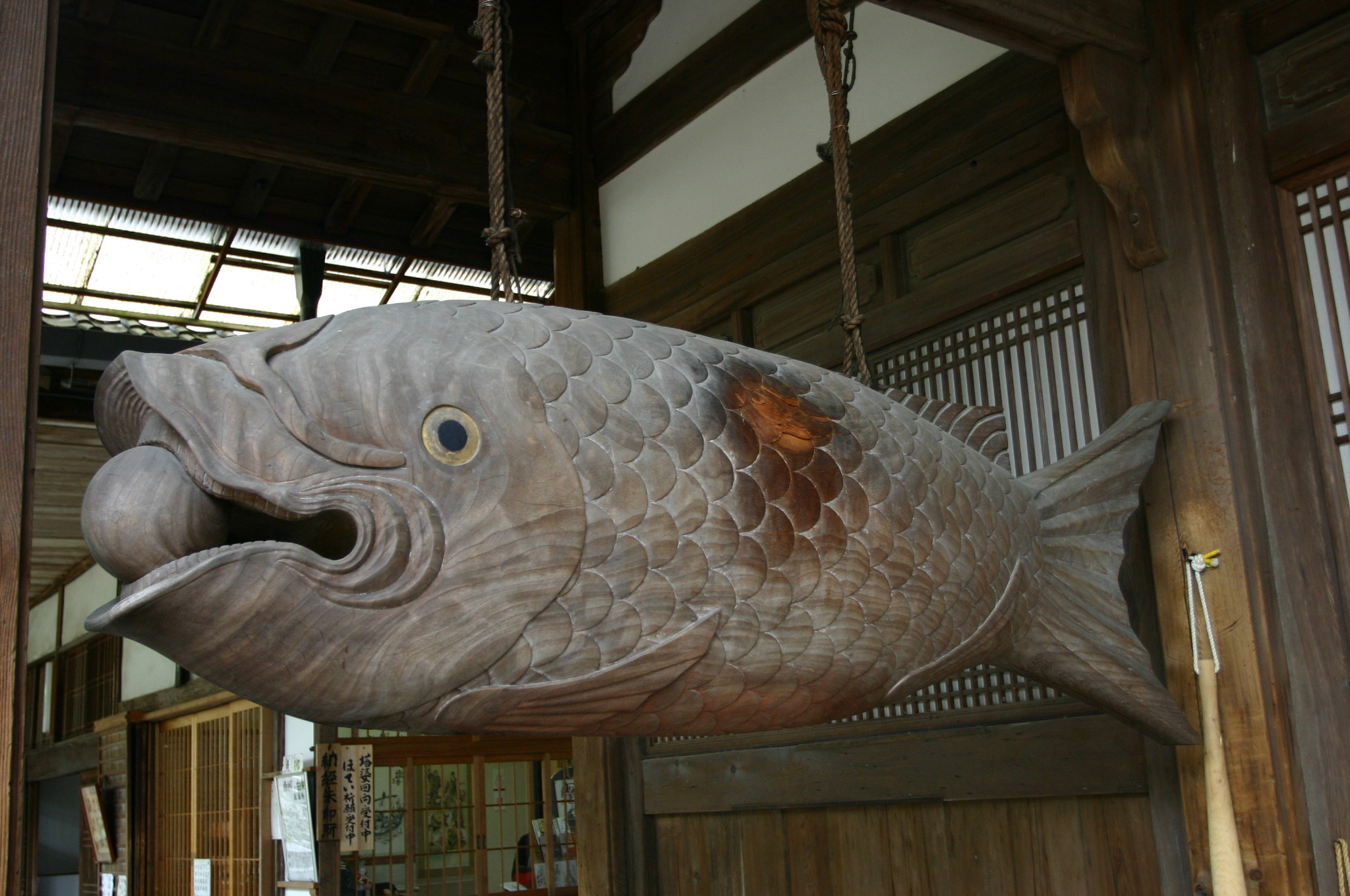
Mõ nguyên bản hình con cá tại một ngôi chùa ở Uji, Nhật

### Đặc điểm
Mõ chùa làm từ các loại gỗ chắc, cứng, hình dạng thường gặp hình cầu dẹt với nhiều kích cỡ to nhỏ khác nhau: Cỡ to nhất có đường kính khoảng 70 – 80 cm, cỡ vừa đường kính 20 – 30 cm và cỡ nhỏ đường kính 5 – 7 cm. Tất cả ở giữa đều rỗng, khoét theo hình lòng máng. Mõ chùa thường chạm khắc theo hình con cá (hoặc cá hóa rồng) nên còn có tên phiên âm Hán-Việt là mộc ngư (木魚).
Âm thanh của mõ chùa giòn, âm vang sâu lắng. Với những chiếc mõ cỡ vừa đến đại (từ 2 tay trở lên) người ta thường bọc vải quanh dùi gõ mõ cho tiếng trầm hùng, ấm cúng hơn. Trong chùa mõ đóng vai trò là pháp khí, cùng với chuông, trống, tang, đẩu... được sử dụng khi tụng kinh, với vai trò điểm nhịp đều theo lời tụng.

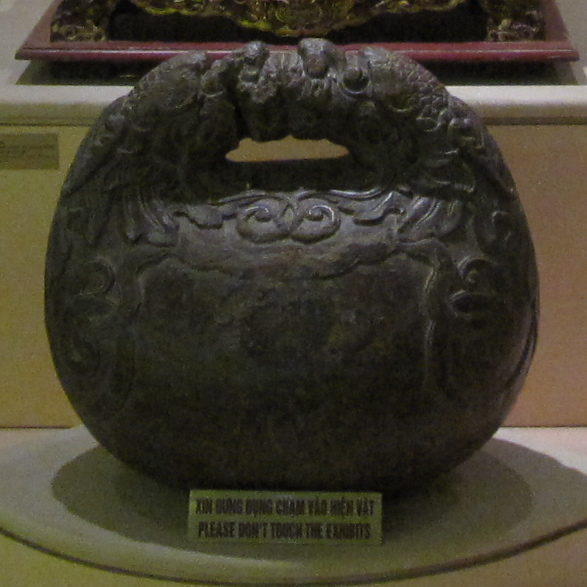
Mõ chùa thời Nguyễn

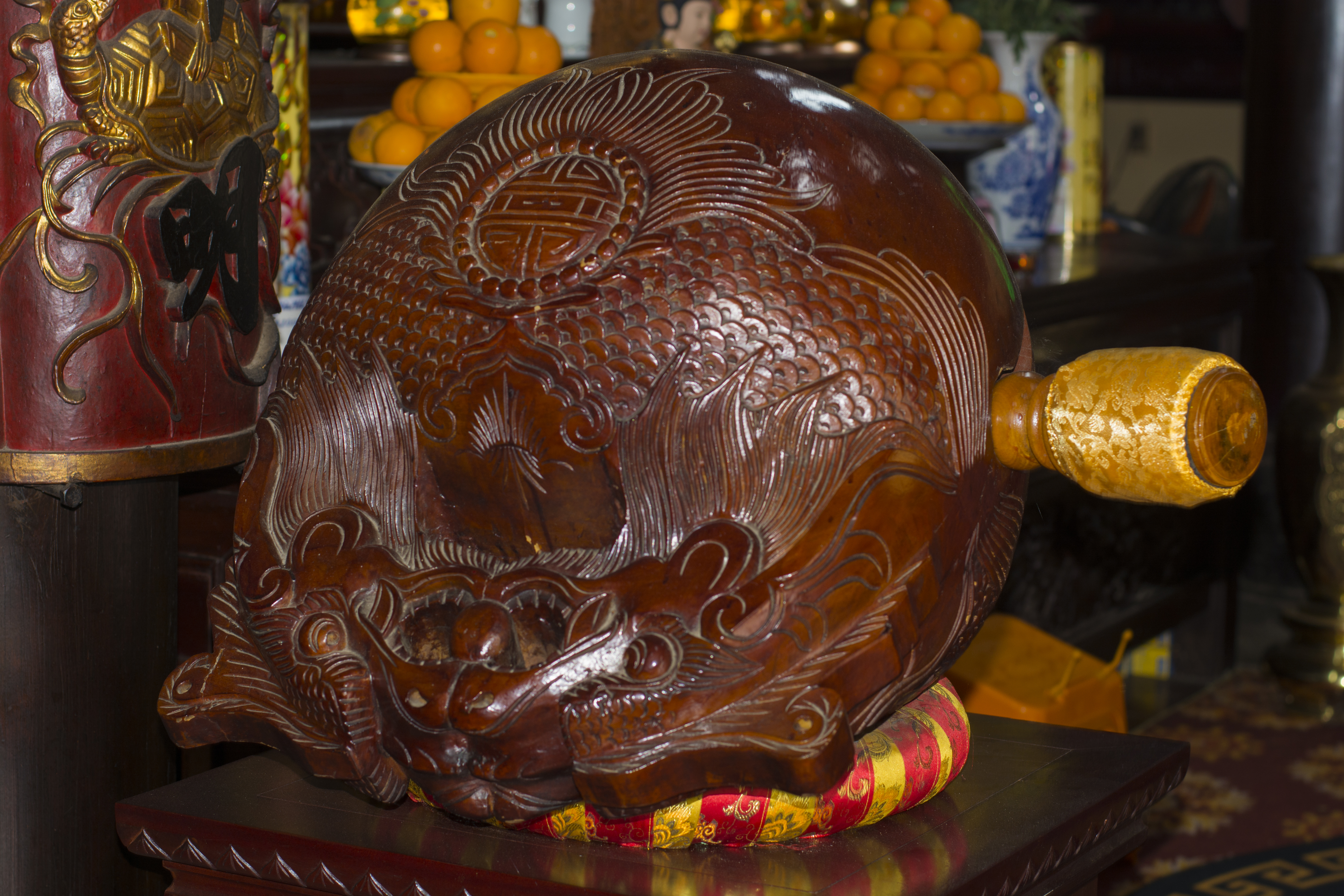
Mõ chùa lớn, dùi bọc vải gấm.

### Sự tích gắn liền với Phật giáo
Ngày xưa, có một vị Hòa thượng trụ trì một ngôi chùa ở gần bờ sông trong một thôn quê. Mỗi khi có việc ra tỉnh, ngài quá giang bằng chiếc đò ngang. Hôm ấy nhằm ngày 13 tháng bảy, ngài quá giang ra tỉnh để chủ lễ một đàn kỳ siêu. Khi đò ra tới giữa dòng thì thấy sóng nổi lên ầm ầm làm cho thuyền tròng trành muốn đắm. Ai nấy ở trên đò cũng đều hoảng hốt, thì ngay lúc ấy, bỗng nhiên thấy nổi lên trên mặt nước, một con cá kình rất lớn, dương hai mắt đỏ ngầu mà nhìn chăm chăm vào vị Hòa thượng kia. Nhưng Hòa thượng vẫn bình tĩnh ngồi niệm Phật.
Con cá liền cất cao cái đầu lên khỏi mặt nước mà lắp bắp cái miệng nói: "Hỡi hành khách ở trên đò! Các người muốn được yên lành, hãy liệng lão ác tăng xuống đây cho ta, để nuốt chửng nó đi cho hả cơn giận. Các người có biết không? - Ngày trước, ta theo lão tu đạo, lão không chịu giảng dạy chi cả, cứ buông lỏng cho ta muốn làm gì thì làm, không hề kiềm chế. Vì vậy, ta mới sinh ra lười biếng, chỉ lo rong chơi ăn ngủ theo thế tục, không thiết gì tới công phu bái sám, ăn chay niệm Phật và săn sóc công việc Chùa. Không những thế, mỗi khi có đám tiệc lại để cho ta mang hậu đắp y để khoe khoang với đại chúng và bổn đạo. Vì những tệ đoan như thế, nên sau khi ta chết, phải đọa vào loài súc sinh, làm thân cá kình, đi tới đâu thì ồ ạt tới đó, làm cho những tôm cá chạy đi hết, không có cái gì để ăn, phải chịu đói khát, rất cực khổ, khổ còn hơn loài quỷ đói nữa. Vì thế mà ta chỉ oán lão thôi, còn các người đối với ta vô can, ta không muốn làm hại ai cả"
Nghe cá nói xong, Sư liền mỉm cười mà đáp rằng: "Này nghiệt súc! Nhà ngươi nói thế mới thật là thậm ngu. Há ngươi không hiểu câu phương ngôn: Đạp gai, lấy gai mà lễ, hay sao? Nếu ngươi đã biết vì tạo những tội lỗi như thế mà phải đọa làm thân cá thì nhà ngươi cần phải ăn năn sám hối tội lỗi và tạo duyên lành, ngõ hầu mới được tội diệt phúc sinh, rồi mới mong thoát khỏi được quả báo. Ta là Thầy ngươi, mỗi khi dạy ngươi đúng theo giới luật, thì ngươi bảo là quá nghiêm khắc, hay la mắng quở trách, còn thả lỏng cho ngươi không nghiêm trị, thì ngươi quen tính phóng túng, thành thử mới phải đọa làm loài cá. Một khi bị đày, ngươi cần phải sám hối và báo cho ta biết để tụng kinh siêu độ và xả tội cho, còn nếu như muốn ăn thịt ta thì lấy ai để cứu ngươi nữa. Đã có tội, không biết ăn năn mà còn kiếm cách đỗ lỗi cho người. Phạm Phật thì có Tăng cứu, còn như phạm Tăng thì Phật không độ. Ngươi có hiểu câu đó chăng?"

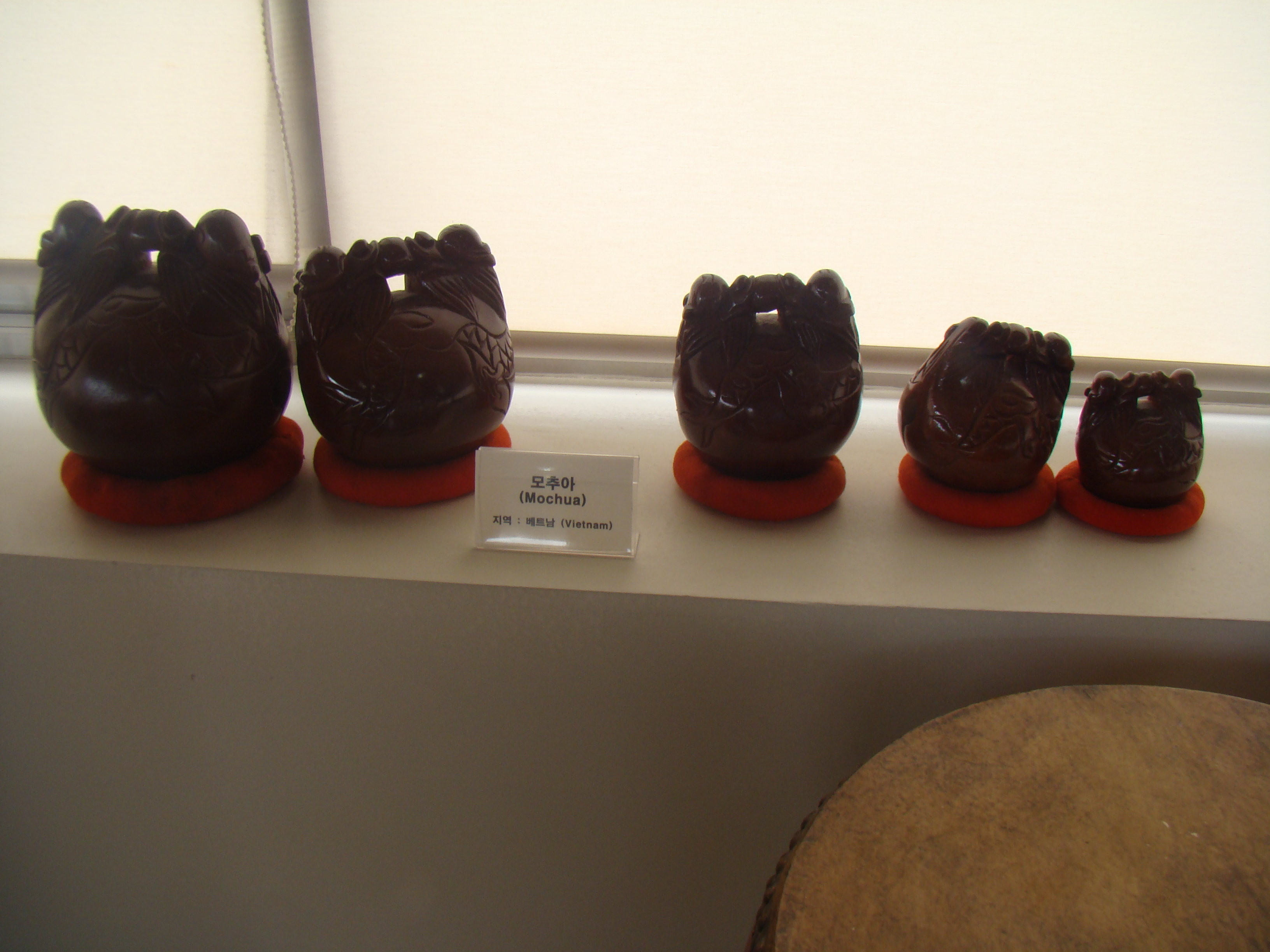
Mõ chùa được đặt tại Bảo tàng Âm nhạc Busan với ghi chú là nhạc cụ của Việt Nam

Sư cụ quở vừa dứt lời, thì cá Kình kia cũng lặn chìm xuống dưới đáy nước.
Kế đó, sau bảy ngày đêm vang tiếng tụng kinh cầu siêu độ tại chùa, thì cá Kình liền trồi lên mặt nước, lết thẳng tới sân Chùa, nằm dài và hướng vào trong Chùa mà nói rằng: "Bạch Thầy, mấy hôm nay, nhờ công đức của Thầy và chư Tăng Ni chú nguyện và tụng kinh siêu độ cho, nên con đã được tiêu nghiệp, thoát kiếp cá Kình và lên cõi trời Dục Giới. Trước khi lên cõi Trời để hưởng sự khoái lạc của chư tiên, con xin đến đây thành tâm lễ tạ ơn Thầy cùng chư Tăng Ni và con nguyện lưu cái xác thân cá Kình tại chùa để mỗi ngày, chư Tăng Ni cầm cây gõ lên đầu con, ngõ hầu làm gương cho những vị nào tu hành còn biếng nhác, ưa khoe khoang, tự cao, tự đại, không chịu khép mình vào vòng giới luật và cũng là để nhắc nhở cho những vị ấy nhớ tới bổn phận tu tâm, hành đạo, để khỏi xao lãng công phu bái sám, niệm Phật tu thiền, thúc liễm thâm tâm, nghiêm trì giới luật.
Vì sự tích như đã kể ở trên, mà từ ngày ấy tới nay, cái mõ mới chạm khắc theo hình con cá để làm kỷ niệm mà thức tỉnh người tu hành. Chính vì thế trong tiếng Hán cũng như tiếng Nhật tên gọi nhạc cụ này nghĩa là mộc ngư (cá gỗ). Người gõ mõ được gọi là duyệt chúng, nghĩa là "làm vui lòng dân chúng".

## Mõ trâu
Mõ trâu được làm bằng gỗ hoặc gốc tre già hình hộp đứng. Mặt đáy khoét rỗng thông với mặt trên. Mặt đáy hình chữ nhật với chiều dài từ 20 – 25 cm, chiều rộng từ 10 – 15 cm. Mặt trên hình chữ nhật với chiều dài, dài hơn chiều dài của mõ và ở giữa buộc 2 đoạn gỗ dài hơn chiều cao của mõ khoảng 1 cm.

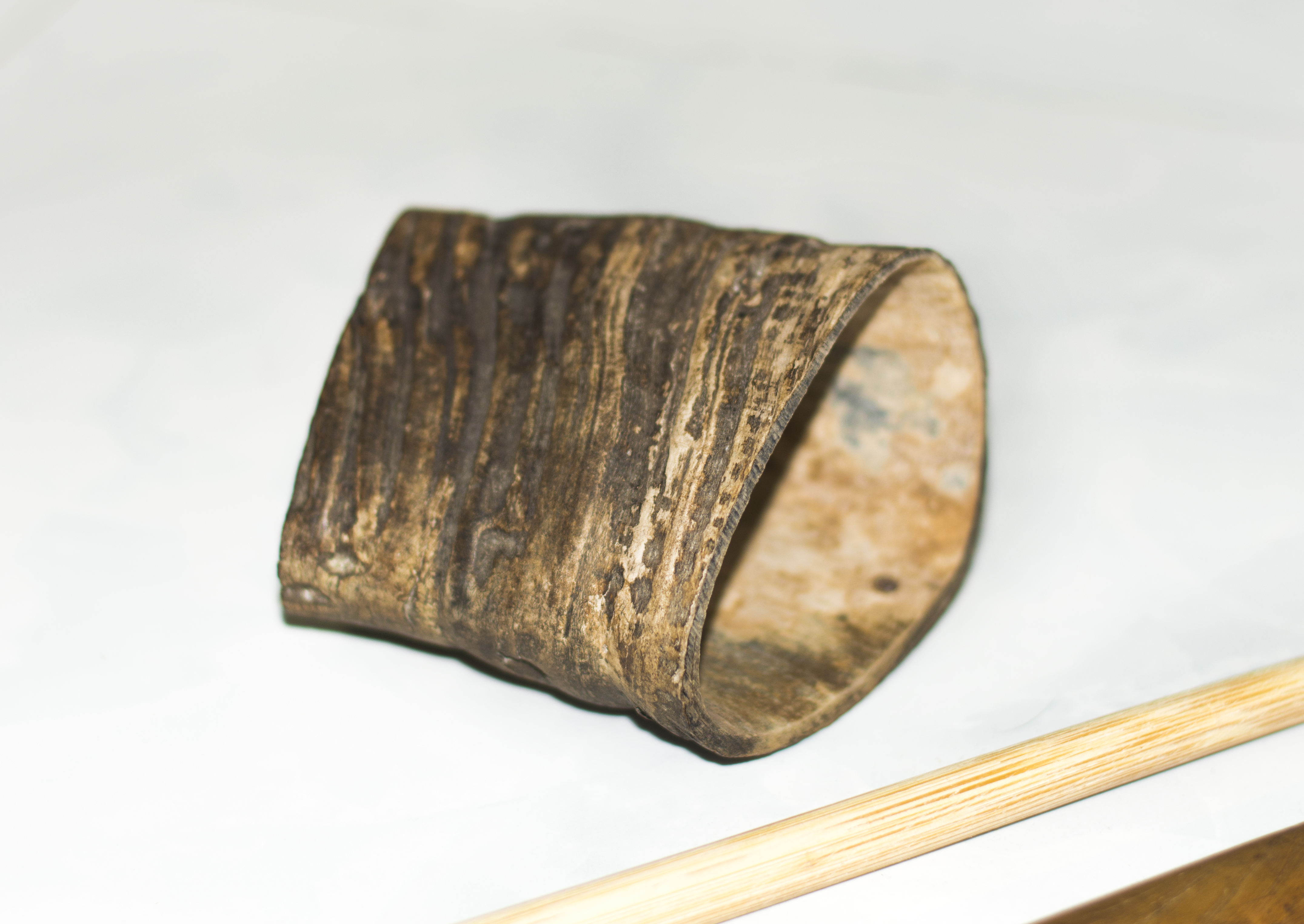
Mõ sừng trâu

Mõ trâu là vật gắn liền với nhiều dân tộc miền núi. Do tập quán chăn thả trâu, người dân đeo mõ vào cổ trâu để biết đường lần theo dấu mỗi khi trâu đi lạc. Khi trâu chuyển động, đi lại, 2 đoạn gỗ gõ đều đặn vào thành trong của mõ phát ra âm thanh nghe lách cách vui tai.
Cần phân biệt với mõ sừng trâu là loại mõ được làm bằng sừng trâu dày, cắt bỏ phần đầu nhọn, lấy phần gốc dài chừng 10 – 15 cm. Âm thanh của mõ sừng trâu vang, khoẻ.

## Mõ làng

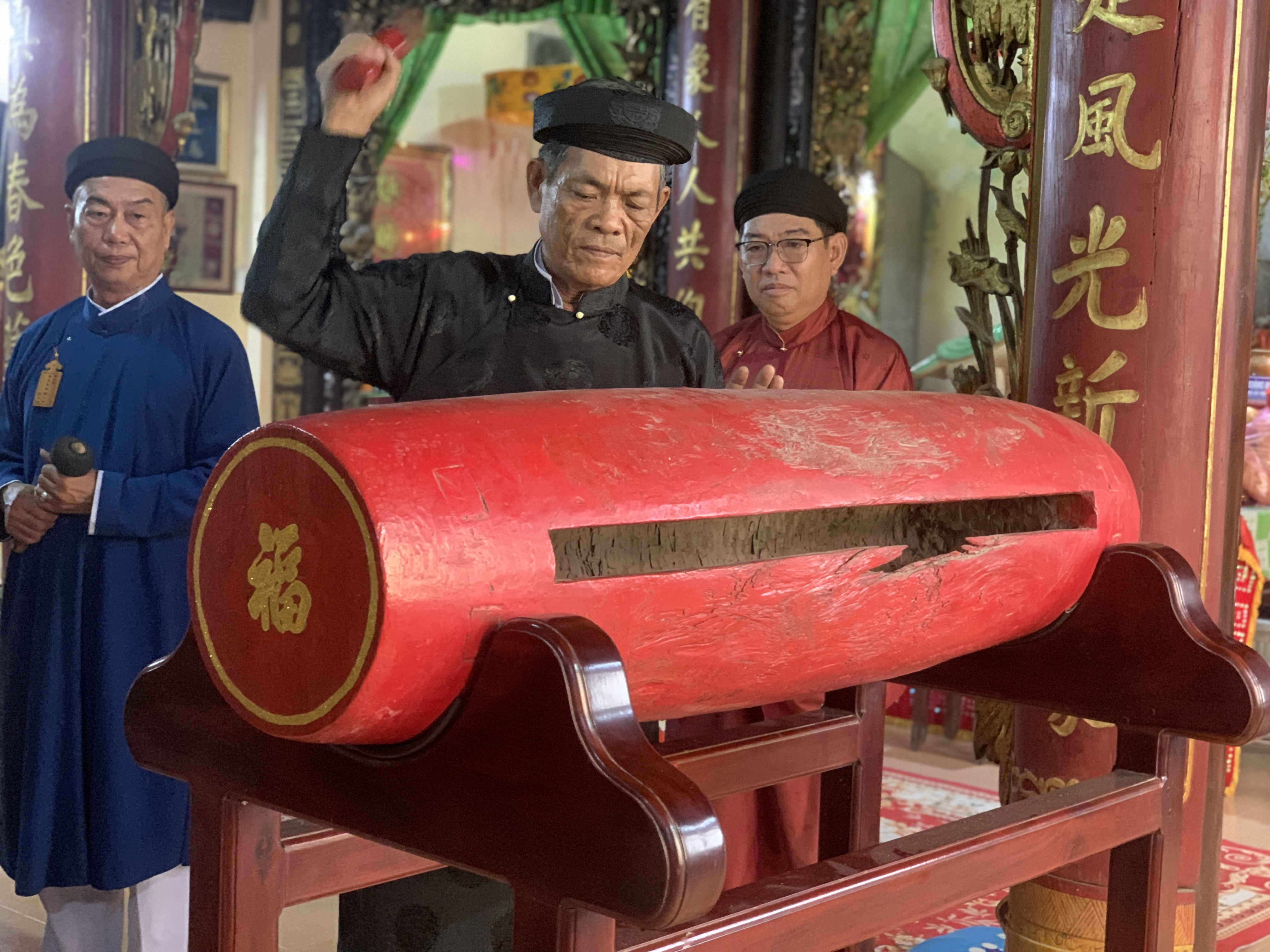
Mõ đình gióng lên trong lễ Kỳ Yên, Đình Vĩnh Phong (Long An).

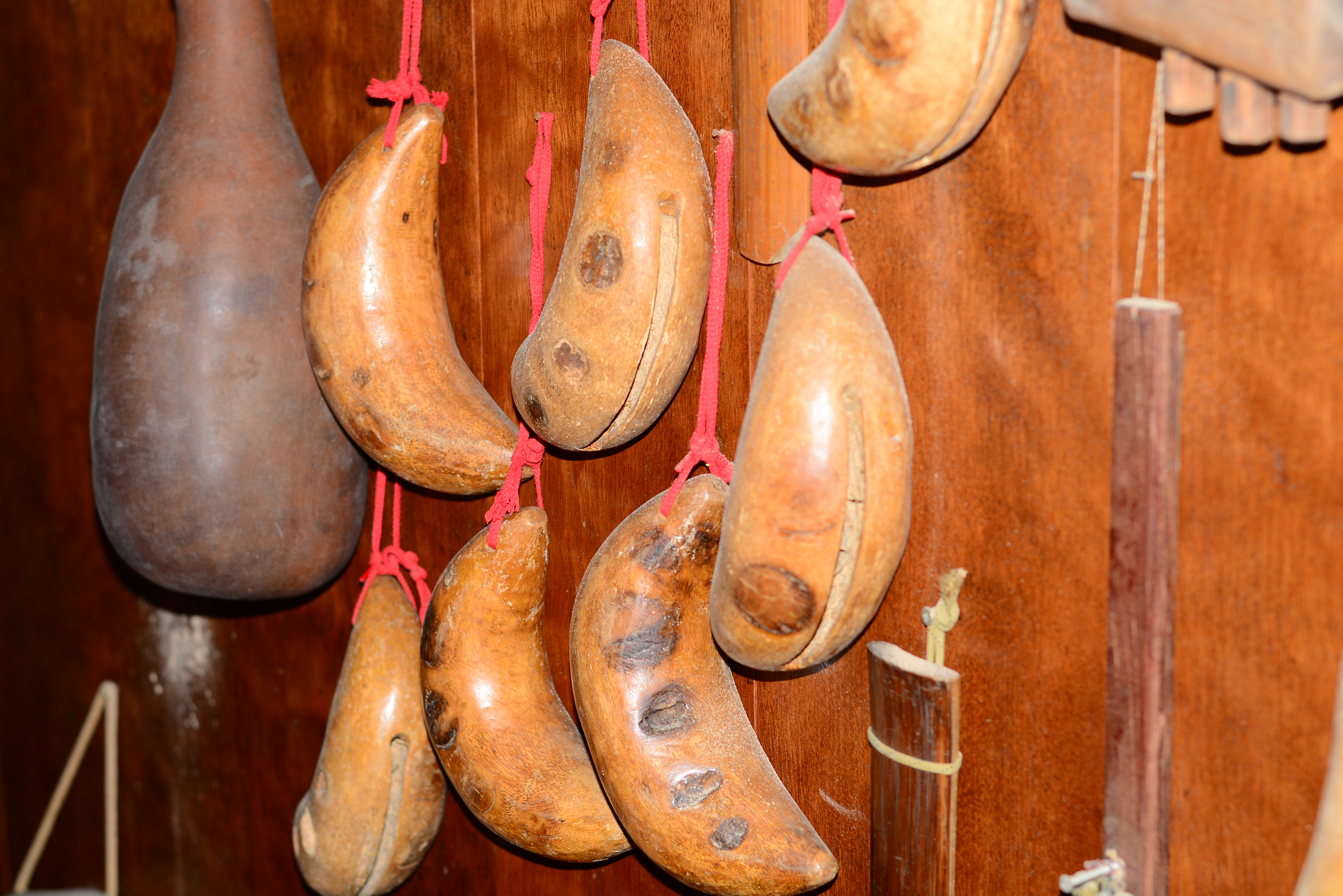
Mõ tre tại Khu trưng bày nhạc cụ dân tộc của Cố NSƯT Đức Dậu

### Đặc điểm
Mõ làng có hai kiểu dáng:
- Dạng to như cột nhà, làm bằng gỗ hoặc thân tre dài khoảng 1m, hình cá trắm hoặc hình trụ, treo dọc hoặc đặt nằm ngang trên giá ở đình làng, nên còn gọi là mõ đình. Mõ này thường được đánh lên trong nghi lễ cúng đình (lễ Kỳ Yên) ở vùng Nam Bộ.
- Dạng nhỏ cầm tay hoặc đeo vào cổ, được làm bằng thân tre hoặc gốc tre già gọt theo hình trǎng khuyết. Âm thanh đĩnh đạc, vang vọng khi dùng dùi gõ vào.[1]

Trong đời sống nông thôn người Việt xưa, mõ có chức nǎng thông tin. Mõ được làng giao cho một người đàn ông phụ trách, thượng được gọi là thằng mõ hay anh mõ. Vào những dịp có việc làng hoặc những sự kiện đột xuất cần thông báo thằng mõ có nhiệm vụ gõ mõ thông tin cho khắp các gia đình trong làng.

### Tiếng mõ tre trong thời kỳ Cách mạng
Chiếc mõ làng đã gắn bó với nhân dân khi phong trào Cách mạng miền Nam bùng nổ - đặc biệt là phong trào Đồng Khởi, "trở thành phương tiện truyền tin độc đáo và hiệu quả để lực lượng cách mạng và dân chúng thông báo hội họp, tập hợp lực lượng tại chỗ, báo động địch vào làng ráp bố" (Ông Lê Hoàn Kiếm, xã Tân Nhựt, huyện Bình Chánh, TPHCM).
"Khi thấy địch chuẩn bị vào làng thì gõ mõ 3 khắc, địch tiến vào làng thì gõ một hồi mõ. Người cảnh giới gõ xong một hồi mõ thì tự tìm đường ẩn nấp, thoát thân. Người dân mà nghe tiếng mõ báo động thì liền đem mõ của mình ra gõ, cứ như vậy tiếng mõ rền vang từ nhà này qua nhà khác, khắp làng trên xóm dưới để dân chúng và cán bộ Cách mạng kịp thời sơ tán an toàn" - Ông Kiếm kể lại.
Ông Thái Văn Yên (bí danh Ba Yên, năm nay đã 83 tuổi, ngụ ở ấp 4, xã Qui Đức) lại nói về mõ tre như một thứ vũ khí thô sơ nhưng lại có sức chiến đấu vô song, nhiều lần chặn đứng các cuộc bố ráp của quân địch: "Lúc chúng nó đến ấp, nhà nhà đem mõ ra gõ, người người tham gia gõ mõ, con nít cũng gõ, một người làm sao cố gắng cùng một lúc gõ được nhiều mõ. Đâu đâu cũng vang lên tiếng Cốc...! Cốc...! Cốc...! Nghe tiếng mõ rền vang khắp nơi, chúng nó hoảng sợ, không dám tiến vào đàn áp dân chúng, bắt bớ chiến sĩ Cách mạng".
Tiếng mõ tre mộc mạc nhưng đã trở thành thứ âm thanh đặc biệt - âm thanh của cách mạng, của khát vọng đấu tranh - vẫn đêm ngày vang lên bất chấp sự đàn áp của kẻ thù, như một minh chứng hùng hồn về tinh thần đoàn kết, một lòng một dạ đi theo cách mạng của người dân.

### "Tiếng mõ đò bơi" trên sông
Chiếc mõ tre còn gắn liền với những mùa Lễ hội bơi đua thuyền truyền thống tổ chức trên sông Kiến Giang, huyện Lệ Thủy, Quảng Bình.
Theo chia sẻ của ông Dương Văn Liên, Giám đốc Trung tâm VH-TT huyện Lệ Thủy: "Trên đò bơi, người đánh mõ có vai trò hết sức quan trọng. Đó chính là người chỉ huy trai bơi, giữ nhịp, điều tiết tốc độ của đò. Tiếng mõ còn thúc giục tinh thần chiến đấu của trai bơi. Một "mõ trưởng" giỏi có thể quyết định việc thắng bại của cả đội nếu các đội bơi cân tài, ngang sức".

## Vị trí trong dàn nhạc dân tộc Việt Nam
Mõ thuộc bộ gõ, không định âm, tham gia hòa tấu trong nhiều loại hình diễn xướng khác nhau. Với những loại hình nhạc cổ như Chèo, Tuồng, Chầu văn, Xẩm... mõ đóng vai trò giữ nhịp trường canh, tức gõ vào phách mạnh của từng ô nhịp. Ví dụ:

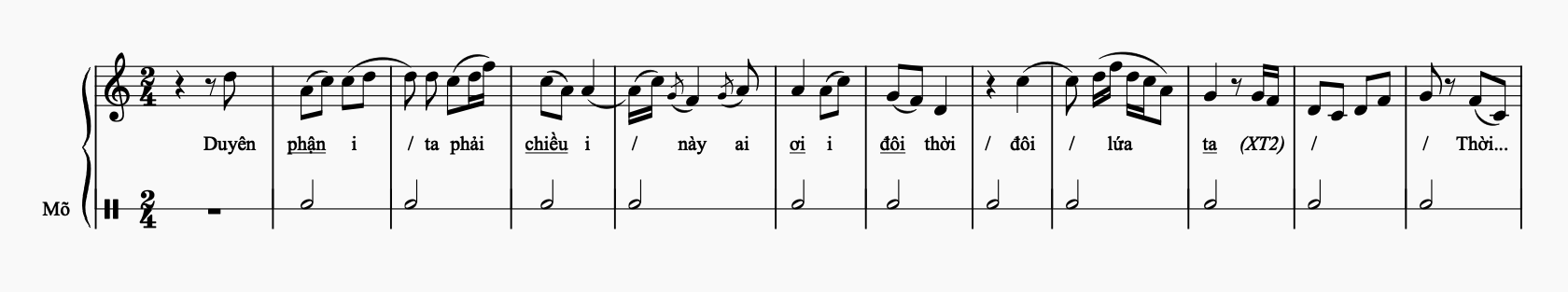
Minh hoạ cách sử dụng mõ trong trích đoạn Đường trường duyên phận, Chèo cổ. Theo bản ký âm của Bùi Đức Hạnh.

Trong dàn nhạc dân gian Việt Nam, xuất hiện phổ biến nhất có mõ gỗ (dạng mõ chùa, kích cỡ từ nhỏ đến trung) và mõ gốc tre (dạng mõ làng). Các nhạc công gõ mõ bằng dùi trần không bọc vải (bằng gỗ hoặc tre), khác với dùi mõ trong chùa. Nhờ vậy tiếng mõ sáng và đĩnh đạc hơn.
Mõ tre xuất hiện trong nghi thức diễn xướng Múa rối đầu gỗ chầu Thánh (Chùa Đại Bi, Chùa Keo - Nam Định) cùng với những bộ gõ khác như trống cơm, trống bản, thanh la... Mõ sừng trâu góp mặt trong nghệ thuật Nhã nhạc cung đình Huế cùng với kèn bầu, phách tiền... tạo nên âm sắc đặc trưng.
Người Mường sử dụng mõ trâu trong hoà tấu nhạc cụ dân tộc và mõ gỗ trong điệu múa Trống đu.